# VB 10
Pour les articles homonymes, voir Visual Basic .NET.
Désignations
VB 10 est une étoile située dans la constellation de l'Aigle.

## Caractéristiques
VB 10 est une petite étoile éruptive de type UV Ceti, de magnitude apparente 17. Il s'agit d'une naine rouge de type M, d'une masse inférieure à un dixième de celle du Soleil.
VB 10 est située à près de 20 années-lumière du système solaire.

## Système planétaire

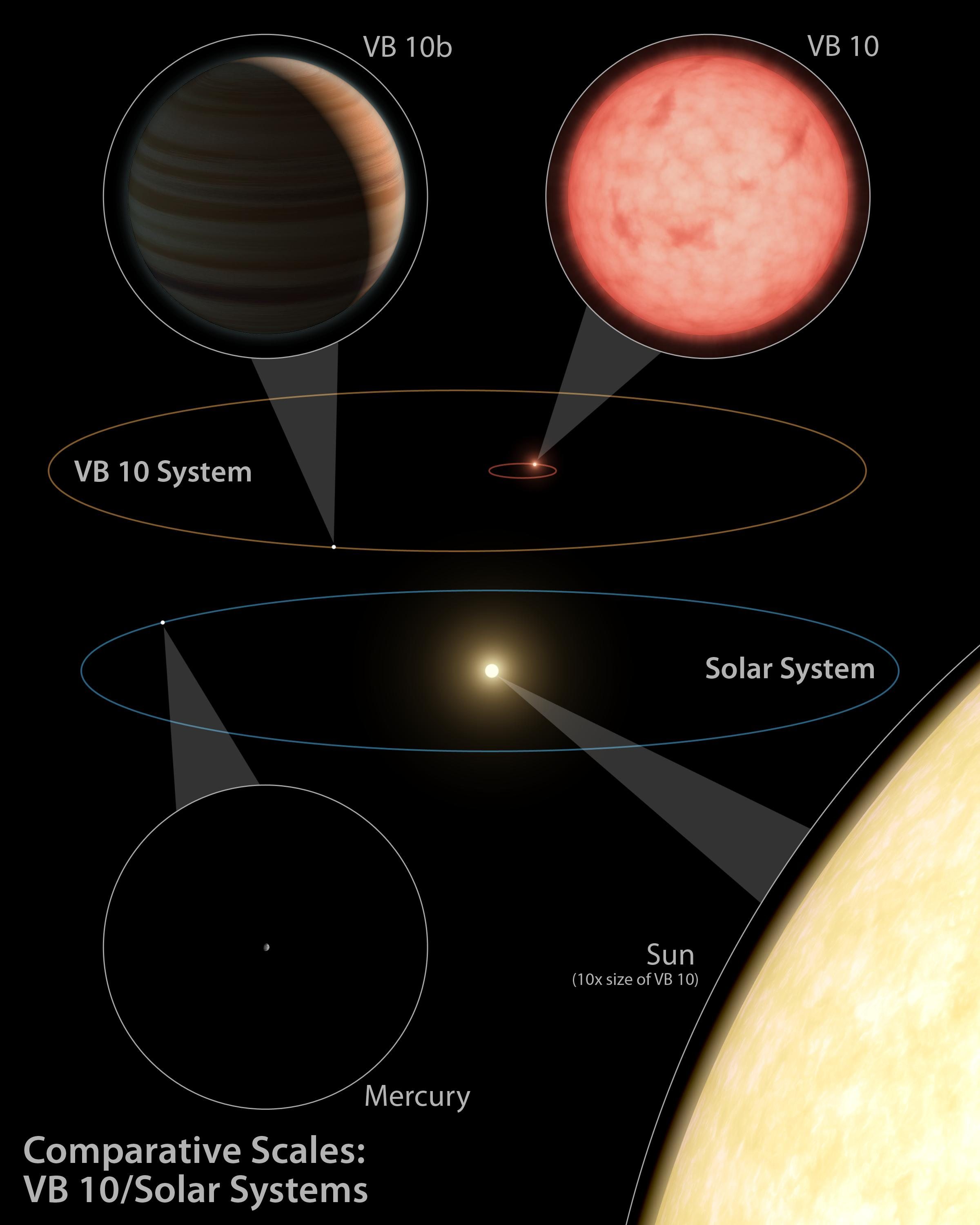
Comparaison VB10 et Système Solaire.

En mai 2009, des astronomes du JPL en Californie, aux États-Unis, annoncent la découverte d'une planète, VB 10b, en orbite autour de l'étoile. La planète a été détectée grâce au télescope Hale de 5 m de l'observatoire du Mont Palomar, par astrométrie. Il s'agit de la première exoplanète détectée par cette méthode.
VB 10b orbiterait autour de l'étoile à 0,36 ua de distance, en 272 jours. Elle serait environ 6 fois plus massive que Jupiter.
Cependant, en décembre 2009, des mesures par spectroscopie Doppler n'arrivent pas à mesurer les variations des vitesses radiales qui confirmeraient la présence d'une planète orbitant autour de la petite étoile,.
Les découvreurs de VB 10b notent que les mesures Doppler ne permettent la détection que de planètes 3 fois plus massives que Jupiter, mais que cette limite n'est toutefois que la moitié de la masse annoncée pour VB 10b. La découverte de cette planète fait partie de la longue liste de détections d'exoplanètes qui ont été réfutées par la suite.